# Ousseina Alidou
Pour les articles homonymes, voir Alidou.
Ousseina D. Alidou est  née en 1963, originaire du Niger et vivant aux États-Unis, est une chercheuse africaniste spécialisée dans l'étude des femmes musulmanes, des littératures et des langues, en Afrique.

## Biographie
Elle est née le 29 mars 1963 à Niamey. Elle perd ses parents, Kone Haoua Sidibé Kone et Boubacar Alidou Boubacar, alors qu'elle est encore enfant, et est éduquée par sa grand-mère. Elle regagne les États-Unis en 1988, afin de poursuivre ses études. Elle reçoit son doctorat en linguistique théorique de l'université de l'Indiana à Bloomington,,.
Elle devient professeur au département des études afro-américaines et africaines à l'université Rutgers. Elle a été membre du Comité de la Liberté Académique en Afrique et a co-dirigé la rédaction de l'anthologie A Thousand Flowers: Social Struggles Against Structural Adjustment in African Universities en 2000. Son travail sur Engaging Modernity paru en 2005, est sa publication la plus citée,. Elle y réagit au discours conventionnel sur les femmes musulmanes africaines en tant que victimes passives de l'oppression religieuse, économique et culturelle, y a décrit la trajectoire de femmes au Niger, notamment leur capacité à réaliser leurs aspirations malgré les obstacles, et analyse le sens de la modernité pour ces femmes musulmanes. Ses travaux portent aussi sur la littérature africaine, notamment la littérature féminine, et l'usage des langues africaines ou coloniales,,.
Sa sœur jumelle, Hassana Alidou, avec qui elle a publié quelques travaux, a été ambassadrice du Niger aux États-unis, puis au Canada.

## Récompenses
- 2006 : Université Rutgers Conseil d'administration de Bourses pour l'Excellence[10].
- 2007 : Runner-up, Aidoo-Snyder Livre de Prix, forum des Femmes de l'African Studies Association pour Engaging Modernity[11].
- 2010 : Distinguished Alumni Award de l'Africa-America Institute.

## Principales publications
- A Thousand Flowers:Social struggles against structural adjustment in African universities co-édité avec Silvia Federici et George Caffentzis, (Trenton, NJ: Africa World Press, 2000)
- Engaging Modernity: Muslim Women and the Politics of Agency in Postcolonial Niger (Madison, University of Wisconsin Press, 2005)
- Muslim Women in Postcolonial Kenya: Leadership, Representation, and Social Change (Madison, University of Wisconsin Press, 2013)

Avec sa sœur Hassana Alidou :
- « Women, Religion, and the Discourses of Legal Ideology in Republic of Niger », Africa Today, vol. 54, no 3,‎ 2008, p. 23-36 (DOI 10.2979/AFT.2008.54.3.20).